# Alberto Gallardo Flores
Alberto Orlando Gallardo Flores (Punitaqui, 16 de diciembre de 1946) es un político independiente ligado a la centroderecha chilena. Actual consejero regional de Coquimbo y exalcalde de las comunas de Ovalle, Punitaqui y Huasco.

## Biografía
Nacido en Punitaqui el 16 de diciembre de 1946, fruto del matrimonio de Nicolás Gallardo Lorca y Ema Flores Vargas. Ostenta como profesión Técnico en construcción.
El 18 de octubre de 1989 fue nombrado por la dictadura militar como alcalde titular grado 7°, de la I. Municipalidad de Huasco, dos meses antes de la elección presidencial de 1989 donde fue elegido Patricio Aylwin Azócar. Concluyó este período el 26 de septiembre de 1992, entregando el sillón edilicio al radical Gregorio González Murillo.
Ya para el retorno a la democracia, en las elecciones municipales de 1992 se postula en su comuna natal por la UDI, siendo elegido con alta votación de 42.97%, con la cual arrastra, gracias al sistema D'Hondt, a dos concejales poco votados de su misma coalición política. Su período inició el 26 de septiembre de 1992 y finalizó el 6 de diciembre de 1996.
Se casó en Punitaqui el 17 de diciembre de 1994 con Margarita Olivares Venegas.
Luego en las elecciones municipales de 1996, esta vez en la vecina comuna de Ovalle ahora por RN, fue nuevamente electo alcalde, repitiendo su alta convocatoria al obtener un 41.79% arrastrando consigo a dos concejales poco votados. Su período inició el 6 de diciembre de 1996 y finalizó el mismo día de 2000.
En las elecciones municipales de 2000, es reelegido en la comuna de Ovalle, esta vez con un 39,78% de apoyo. Su período inició el 6 de diciembre de 2000 y finalizó el mismo día de 2004.
En 2004, buscando un tercer período en la comuna de Ovalle no resultó elegido. En su lugar asume la independiente (ex PS) Marta Lobos Inzunza.
El domingo 12 de agosto de 2012, para la inscripción de candidaturas fue intempestivamente informado de su bajada en su candidatura al sillón edilicio de Punitaqui por la centroderecha, debido a un apoyo tardío de esta a la candidata Blanca Araya Zepeda del PRI, quien en ese entonces era alcaldesa de Punitaqui. Posteriormente esta no fue elegida.
Debido a este episodio el político señaló quizá respondiendo a sus cuestionamientos en su período como alcalde de Ovalle.

«... pero hoy quién les cree si omiten a una persona que ha tenido toda una trayectoria en la política y que nunca ha estado presa, nunca la han metido en un juicio y ni ha sido destituida de cargos».
Alberto Gallardo Flores

El 3 de junio de 2013 en el gobierno de centroderecha de Sebastián Piñera, asume como Jefe de gabinete de la Gobernación Provincial de Huasco.
En las elecciones de consejeros regionales del 17 de noviembre de 2013, fue elegido por la Circunscripción Provincial de Limarí en la región de Coquimbo.
Actualmente reside en la ciudad de Punitaqui.

## Obras como alcalde

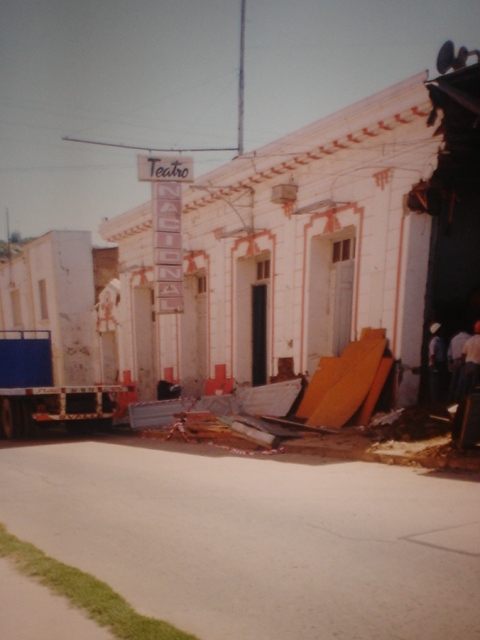
El Teatro Nacional de Ovalle, tras el terremoto.

### Huasco
En el verano de 1989 el municipio auspicia junto a CAP Minería, la primera edición del Festival del Velero, en el Estadio René Hermosilla de Huasco, cuya finalidad era destacar las bondades turísticas del litoral.

### Ovalle
Fue alcalde durante el período de reconstrucción luego del terremoto de Punitaqui de 1997; el número de viviendas afectadas ya sea derrumbadas o afectadas seriamente fueron 8194, en Salamanca, Illapel, Ovalle y Andacollo.
Durante la administración de Alberto Gallardo, en una parte del terreno del edificio de la ex estación de Ferrocarriles, fue levantado el edificio del Centro de Salud municipal Dr. Marcos Macuada.

## Historial electoral

### Elecciones municipales de 1992
- Elecciones municipales de 1992, Punitaqui

| Candidato                          | Pacto                          | Partido    | Votos | %     | Resultado |
| ---------------------------------- | ------------------------------ | ---------- | ----- | ----- | --------- |
| Alberto Gallardo Flores            | Participación y Progreso       | UDI        | 2005  | 42,97 | Alcalde   |
| Jaime Araya Codoceo                | Concertación por la Democracia | PR         | 611   | 13,09 | Concejal  |
| Sara Huerta Castillo               | Concertación por la Democracia | PPD        | 450   | 9,64  | Concejal  |
| Blas Araya Rivera                  | Partido Comunista              | PCCh       | 297   | 6,37  | Concejal  |
| Isaac Campos Herrera               | Concertación por la Democracia | PDC        | 282   | 6,04  |           |
| Guillermo Henríquez Ramírez        | Partido Comunista              | PCCh       | 257   | 5,51  |           |
| Benedicto Campos Pastén            | Concertación por la Democracia | PDC        | 140   | 3,00  |           |
| Eduardo Mallegas Campusano         | Participación y Progreso       | UDI        | 115   | 2,46  | Concejal  |
| Sergio Haroldo Valdivia Bugueño    | Concertación por la Democracia | PPD        | 105   | 2,25  |           |
| Blademir López Tello               | Concertación por la Democracia | PS         | 96    | 2,06  |           |
| José Santos Rodríguez Galleguillos | Partido Comunista              | PCCh       | 57    | 1,22  |           |
| Ricardo Luis Adaos Ríos            | Participación y Progreso       | RN         | 46    | 0,99  | Concejal  |
| Albina del Carmen Prieto Irribarra | Participación y Progreso       | RN         | 45    | 0,96  |           |
| Rosa Inés Avendaño Ferreira        | Unión de Centro Centro         | UCC        | 40    | 0,86  |           |
| Elba Magaly Zepeda Cortés          | Participación y Progreso       | Ind. (ILD) | 37    | 0,79  |           |
| Aliro del Carmen Tapia Astudillo   | Unión de Centro Centro         | UCC        | 34    | 0,73  |           |
| Esteban Miguel Zepeda Cortés       | Partido Comunista              | PCCh       | 19    | 0,41  |           |
| Ángel Custodio Robles Robles       | Partido Comunista              | PCCh       | 16    | 0,34  |           |
| Jorge Ricardo Luza Kemper          | Participación y Progreso       | Ind. (ILD) | 14    | 0,30  |           |

### Elecciones municipales de 1996
- Elecciones municipales de 1996, Ovalle[13]

| Candidato                   | Pacto                          | Partido      | Votos  | %     | Resultado |
| --------------------------- | ------------------------------ | ------------ | ------ | ----- | --------- |
| Alberto Gallardo Flores     | Unión por Chile                | RN           | 15 759 | 41,79 | Alcalde   |
| Sergio Peralta Morales      | Concertación por la Democracia | PDC          | 5721   | 15,17 | Concejal  |
| Marco Arancibia Casanova    | Concertación por la Democracia | PRSD         | 3818   | 10,13 | Concejal  |
| Gerardo Peñafiel Aguirre    | Concertación por la Democracia | PS           | 3760   | 9,97  | Concejal  |
| Emilia Dabed                | Unión por Chile                | Ind. (ILDUD) | 2037   | 5,40  |           |
| Pedro Vega Barrios          | La Izquierda                   | PCCh         | 1144   | 3,03  |           |
| Alberto Vega                | Concertación por la Democracia | PDC          | 1060   | 2,81  |           |
| Francisco Guerra Gutiérrez  | La Izquierda                   | PCCh         | 958    | 2,54  |           |
| Teodoro Aguirre Álvarez     | Concertación por la Democracia | PPD          | 843    | 2,24  |           |
| Patricio Canihuante Mundaca | Unión por Chile                | RN           | 746    | 1,98  | Concejal  |
| José Mena Zamora            | La Izquierda                   | PCCh         | 587    | 1,56  |           |
| Manuel Carvajal Piñones     | La Izquierda                   | Ind. (ILC)   | 313    | 0,83  |           |
| Marina Vergara              | La Izquierda                   | PCCh         | 233    | 0,62  |           |
| Judith Mena Herrera         | Unión por Chile                | Ind. (ILDUD) | 221    | 0,59  |           |
| Eloisa Elorza Nuñez         | Unión por Chile                | Ind. (ILDUD) | 178    | 0,47  |           |
| Jorge Zamora Herrera        | Unión por Chile                | RN           | 177    | 0,47  | Concejal  |
| Jacqueline Plaza Fierro     | Opción Humanista               | PH           | 152    | 0,40  |           |

### Elecciones municipales de 2000
- Elecciones municipales de 2000, Ovalle[14]

| Candidato                  | Pacto                          | Partido    | Votos  | %     | Resultado |
| -------------------------- | ------------------------------ | ---------- | ------ | ----- | --------- |
| Alberto Gallardo Flores    | Alianza por Chile              | RN         | 15 878 | 39,78 | Alcalde   |
| Marta Lobos Inzunza        | Concertación por la Democracia | PS         | 6998   | 17,53 | Concejal  |
| Laura Pizarro Araya        | Concertación por la Democracia | PDC        | 6857   | 17,18 | Concejal  |
| Jorge Rojas Rojas          | Concertación por la Democracia | PDC        | 4038   | 10,12 | Concejal  |
| Marco Arancibia Casanova   | Concertación por la Democracia | PRSD       | 1381   | 3,46  |           |
| Mario Pizarro Ahumada      | La Izquierda                   | PC         | 1038   | 2,60  |           |
| Luis Martínez Cifuentes    | Concertación por la Democracia | PPD        | 1012   | 2,54  |           |
| Javier Varela Castex       | Alianza por Chile              | Ind. (ILC) | 998    | 2,50  | Concejal  |
| Jorge Zamora Herrera       | Alianza por Chile              | RN         | 760    | 1,90  | Concejal  |
| Francisco Guerra Gutiérrez | La Izquierda                   | PC         | 537    | 1,35  |           |
| Francisco Rodríguez        | La Izquierda                   | PC         | 421    | 1,05  |           |

### Elecciones municipales de 2004
- Elecciones municipales de 2004, Ovalle[15]

| Candidato                   | Pacto                          | Partido | Votos  | %     | Resultado |
| --------------------------- | ------------------------------ | ------- | ------ | ----- | --------- |
| Marta Lobos Inzunza         | Independiente (fuera de pacto) | Ind.    | 18 234 | 47,04 | Alcaldesa |
| Alberto Gallardo Flores     | Alianza                        | RN      | 11 407 | 29,43 |           |
| Washington Altamirano Tapia | Concertación por la Democracia | PDC     | 7495   | 19,33 |           |
| Miguel Solís Viera          | Juntos Podemos                 | PCCh    | 1630   | 4,20  |           |

### Elecciones parlamentarias de 2005
- Elecciones parlamentarias de 2005 a Diputados para el distrito 8 (Coquimbo, Ovalle y Río Hurtado)[16]

| Candidato                 | Pacto                    | Partido | Votos  | %     | Resultado |
| ------------------------- | ------------------------ | ------- | ------ | ----- | --------- |
| Patricio Walker Prieto    | Concertación Democrática | DC      | 56 208 | 54,30 | Diputado  |
| Fernando Cordero Rusque   | Alianza                  | UDI     | 18 648 | 18,02 |           |
| Francisco Encina Moriamez | Concertación Democrática | PS      | 15 511 | 14,99 | Diputado  |
| Alberto Gallardo Flores   | Alianza                  | RN      | 8387   | 8,10  |           |
| Miguel Solís Viera        | Juntos Podemos Más       | PC      | 2875   | 2,78  |           |
| Mario González Vega       | Juntos Podemos Más       | PH      | 1878   | 1,81  |           |

### Elecciones municipales de 2008
- Elecciones municipales de 2008, Huasco[17][18]

| Candidato                         | Pacto                          | Partido    | Votos | %     | Resultado |
| --------------------------------- | ------------------------------ | ---------- | ----- | ----- | --------- |
| Rodrigo Loyola Morenilla          | Concertación Progresista       | PPD        | 1505  | 34,73 | Alcalde   |
| Juan Carlos Montoya Ocaranza      | Independiente (fuera de pacto) | Ind.       | 1348  | 31,10 |           |
| Alberto Gallardo Flores           | Alianza                        | RN         | 779   | 17,97 |           |
| René Torres Mansilla              | Independiente (fuera de pacto) | Ind.       | 655   | 15,11 |           |
| María Cristina Cartajena Castillo | Juntos Podemos Más             | Ind. (ILD) | 47    | 1,08  |           |

### Elecciones de consejeros regionales de 2013
- Elecciones de consejeros regionales de Coquimbo de 2013, Limarí

(circunscripción provincial compuesta por las comunas de Ovalle, Río Hurtado, Monte Patria, Combarbalá y Punitaqui).
| Candidatos                    | Candidatos | Candidatos                  | Partido | Votos | Porcentaje | Resultado |
| Todos a La Moneda             | A-100      | Gloria Pizarro Cortés       | IND     | 902   | 1,57       |           |
| PRI Movimiento Regionalista   | D-101      | Solercio Rojas Aguirre      | PRI     | 3349  | 5,84       |           |
|                               | D-102      | Jorge Monsalve Vargas       | PRI     | 618   | 1,07       |           |
|                               | D-103      | José Gaete Iglesias         | PRI     | 401   | 0,69       |           |
|                               | D-104      | Alexis Araya Canales        | PRI     | 1288  | 2,24       |           |
| Nueva Mayoría por Chile       | G-105      | Teodoro Aguirre Álvarez     | PPD     | 5485  | 9,56       | Consejero |
|                               | G-106      | Héctor Paz Salinas          | PPD     | 1465  | 2,55       |           |
|                               | G-107      | Miguel Solís Viera          | PCCh    | 3254  | 5,67       | Consejero |
|                               | G-108      | Elisa Cortés Araya          | IND     | 1263  | 2,20       |           |
|                               | G-109      | César Valencia Cortés       | PRSD    | 3560  | 6,20       |           |
| Nueva Constitución para Chile | H-110      | Jaime Galleguillos Lorca    | ECO     | 763   | 1,33       |           |
| Si tú quieres, Chile cambia   | I-111      | Claudio Bravo Gallardo      | PRO     | 1011  | 1,76       |           |
| Alianza                       | J-112      | Roberto Vega Campusano      | RN      | 2881  | 5,02       |           |
|                               | J-113      | José Manzano Álvarez        | RN      | 749   | 1,30       |           |
|                               | J-114      | Ivon Guerra Aguilera        | UDI     | 3934  | 6,86       |           |
|                               | J-115      | Francisco Bravo Álvarez     | UDI     | 603   | 1,05       |           |
|                               | J-116      | Alberto Gallardo Flores     | IND     | 4112  | 7,17       | Consejero |
| Nueva Mayoría para Chile      | K-117      | Washington Altamirano Tapia | DC      | 3236  | 5,64       |           |
|                               | K-118      | Fernando Joo Silva          | DC      | 3177  | 5,54       |           |
|                               | K-119      | Lidia Zapata Pastén         | DC      | 4676  | 8,15       | Consejera |
|                               | K-120      | Antonio Martinac Boric      | PS      | 1414  | 2,46       |           |
| Independiente Fuera de Pacto  | 121        | Hanna Jarufe Haune          | IND     | 7633  | 13,31      | Consejero |
| Independiente Fuera de Pacto  | 122        | José Núñez Alvarado         | IND     | 1560  | 2,72       |           |